# Église Saint-Thomas (Brno)
Pour les articles homonymes, voir Église Saint-Thomas.
L'église Saint-Thomas (en tchèque : Kostel sv. Tomáše Apoštola a Zvěstování P. Marie) est une église latine et historique de la ville de Brno, en République tchèque.

## Histoire

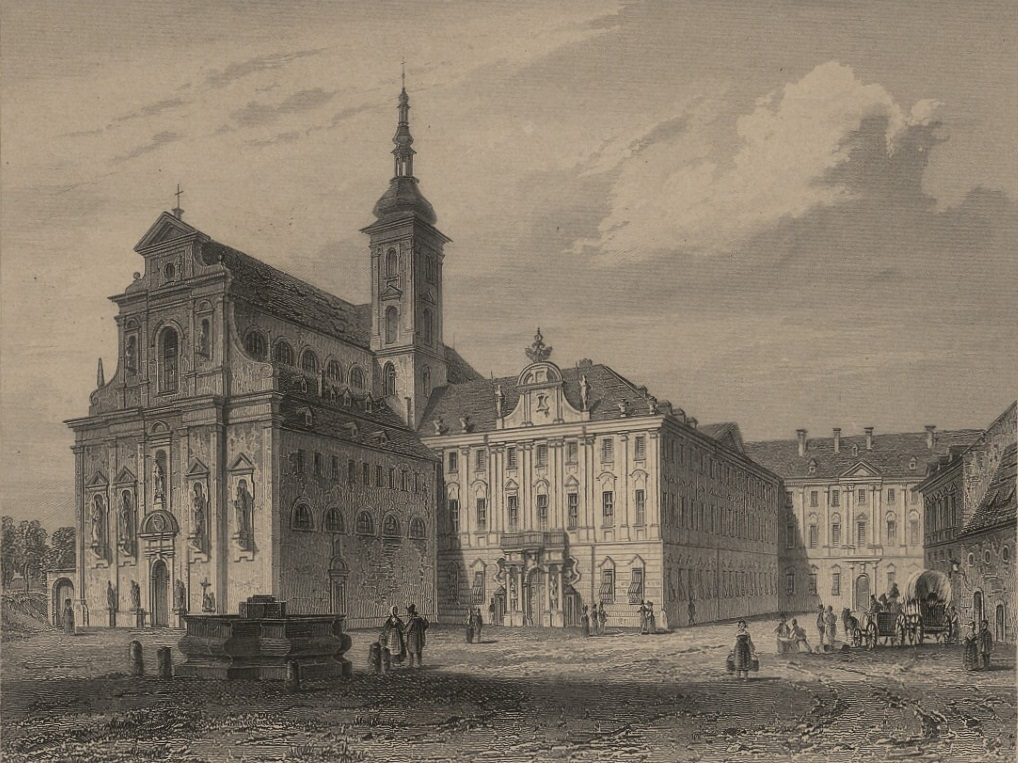
L'église Saint-Thomas en 1842.

L'église est fondée au milieu du XIVe siècle par Jean Henri de Luxembourg, margrave de Moravie, avec le soutien de son frère Charles IV, empereur du Saint-Empire romain germanique. Après six années de travaux, l'église fut consacrée (le 13 mars 1356) par l'évêque d'Olomouc Jan Očko de Vlašim en présence du roi Charles IV. Le margrave Jean-Henri et son fils Jobst de Moravie, y sont enterrés – dans le tombeau devant le maître-autel,.

## Description
Dans la nef sud se trouve un célèbre exemple de statue en pierre polychrome de style gothique, connue sous le nom de la Pietà de Saint Thomas.
L'aspect baroque actuel remonte à la seconde moitié du XVIIe siècle, lorsque l'église fut réparée et reconstruite après de graves dégâts causés par le siège suédois de Brno pendant la guerre de Trente Ans.